# American Gigolo
Pour les articles homonymes, voir Gigolo.
Pour la série adaptée du film, voir American Gigolo.
Pour plus de détails, voir Fiche technique et Distribution.
American Gigolo est un film américain réalisé par Paul Schrader et sorti en 1980.
Le film est adapté en série télévisée diffusée en 2022.

## Synopsis
Julian Kay est un jeune homme qui se prostitue à Los Angeles, exclusivement au service de femmes de la haute société. Son travail lui permet d'assouvir ses goûts luxueux pour les voitures, les équipements stéréophoniques et les vêtements (qui lui servent de substituts au contact émotionnel). Il habite dans les beaux quartiers, occupant un appartement dans une résidence de luxe proposant un service d'hôtel (conciergerie, room service, gouvernante). Il est parfois narcissique et superficiel. Il affirme ouvertement qu'il prend du plaisir dans son travail, et se félicite de satisfaire sexuellement une femme.
Après une mission pour son entremetteuse, Anne, qui gère un réseau de call-girls et d'escort boys, il rencontre Michelle Stratton dans un restaurant. Cette dernière est l'épouse insatisfaite d'un homme politique local, elle va immédiatement être fascinée par Julian.
Cependant, Julian ne travaille pas exclusivement pour Anne, et il offre parfois ses services à un autre réseau, celui de Léon, dont les demandes sont plus sulfureuses. Ce dernier l'envoie dans la maison d'un financier, qui demande à Julian d'avoir une relation sexuelle avec son épouse, en sa présence. Julian devra mettre des menottes à la jeune femme…
Plus tard, Julian apprend que l'épouse du financier a été assassinée. L'inspecteur Sunday, de la police de Los Angeles, enquête sur Julian comme premier suspect. La cliente avec laquelle il se trouvait la nuit du meurtre refuse cependant de fournir un alibi à Julian, pour protéger sa réputation et celle de son époux.
En même temps que sa relation avec Michelle s'approfondit, la suspicion de meurtre se fait de plus en plus forte. Il se rend vite compte qu'il est suspecté et se désespère. Son déclin est représenté visuellement par un laisser-aller : vêtements chiffonnés, visage mal rasé, location d'une voiture à bas prix… Julian interroge finalement Léon, occupé avec un jeune homme qu'il fait aussi travailler pour lui. Léon reconnaît implicitement qu'un des gigolos qui travaillent pour lui a tué involontairement la femme du milliardaire. Léon avait alors conçu avec Rheiman, le financier, un plan pour faire accuser Julian, le maillon faible du cercle gravitant dans ce milieu. Après une réaction soudaine de Julian, qui le pousse, Léon bascule par-dessus la rambarde de son balcon. Malgré les tentatives de Julian pour le retenir, il finit par tomber dans le vide, tandis que son « employé » s'enfuit précipitamment de l'immeuble.
Sans plus personne désormais pour le disculper, Julian est incarcéré. Toutefois, il évite de justesse une seconde inculpation pour le meurtre de Léon. La police confirmant que c'était un accident. Julian qui a déjà un avocat réputé, voit sa défense renforcée par les services d'un as du barreau, envoyé par Michelle. Cette dernière risque finalement sa réputation et celle de son époux, en fournissant à Julian un alibi, déclarant qu'elle était avec lui dans son appartement, la nuit du meurtre.
Dans la scène finale, lorsque Michelle vient le voir après cette déclaration à la police, Julian repose tendrement son visage contre la vitre qui le sépare de la main de Michelle. Il lui dit : « Que le chemin a été long, avant d'arriver jusqu'à toi ». On comprend alors que sa vie va désormais totalement changer auprès de Michelle.

## Fiche technique
Sauf indication contraire, les informations mentionnées dans cette section peuvent être confirmées par la base de données cinématographiques IMDb,  présente dans la section « Liens externes ».
- Titre original et français : American Gigolo
- Titre québécois : Le Gigolo américain[1]
- Réalisation et scénario : Paul Schrader
- Musique : Giorgio Moroder et Blondie
- Photographie : John Bailey
- Montage : Richard Halsey
- Décors : Ferdinando Scarfiotti
- Production : Jerry Bruckheimer et Freddie Fields
- Société de production : Paramount Pictures
- Pays de production :  États-Unis
- Budget : 4,8 millions de USD
- Format : Couleurs - 1,85:1 - Dolby - 35 mm
- Genre : drame, crime, thriller
- Durée : 117 minutes
- Dates de sortie : 
  - États-Unis : 8 février 1980
  - France : 11 juin 1980

## Distribution
- Richard Gere (VF : Joël Martineau) : Julian Kaye
- Lauren Hutton (VF : Françoise Dorner) : Michelle Stratton
- Hector Elizondo (VF : Jacques Richard) : l'inspecteur Sunday
- Nina van Pallandt (en) (VF : Michèle Montel) : Anne
- Bill Duke (VF : Tola Koukoui) : Leon
- Brian Davies (VF : Jacques Thébault) : Charles Stratton
- K Callan (en) (VF : Jane Val) : Lisa Williams
- Tom Stewart : M. Rheiman
- Patricia Carr : Judy Rheiman
- David Cryer (en) : Le lieutenant Curtis
- Carole Cook (VF : Paule Emanuele) : Mme Dobrun
- Carol Bruce (VF : Marie Francey) : Mme Sloan
- Frances Bergen (VF : Maria Tamar) : Mme Laudner
- William Dozier (VF : Henri Labussière) : l'avocat de Michelle
- Richard Derr (VF : Jean Berger) : M. Williams
- Robert Wightman (en) (VF : François Leccia) : Floyd Wicke
- Jessica Potter (VF : Béatrice Delfe) : Jill
- Peter Turgeon (VF : Jacques Mauclair) : l'avocat de Julian

## Production

### Genèse et développement
Paul Schrader a l'idée du film lorsqu'il étudie à l'université de Californie à Los Angeles. C'est l'un des cinq scripts qu'il écrit en 1976. Il déclare : « Le personnage de Taxi Driver était compulsivement non sexuel. Le personnage d’American Gigolo est sexuellement compulsif. C'est un homme qui reçoit son identité en donnant du plaisir sexuel mais qui n'a aucune idée de ce qu'est recevoir du plaisir sexuel. »
Lors du tournage d'American Gigolo, le scénariste et réalisateur Paul Schrader a fait visionner à Richard Gere plusieurs films avec Alain Delon pour qu'il s'inspire de sa composition : « J’ai projeté Purple Noon pour Richard Gere avant American Gigolo. J’ai dit : « Regardez ce type. La façon dont il marche. Il sait que la salle est un meilleur endroit parce qu’il vient d’y entrer ». Par ailleurs, Richard Gere cite l'acteur français comme source d'inspiration : « C’est en regardant les films d’Alain Delon que j’ai appris à jouer les séducteurs à l’écran. Alain Delon m’a vraiment inspiré pour jouer ce genre de personnages »,,.

### Attribution des rôles
John Travolta est initialement lié au rôle de Julian Kaye. Sa présence est même annoncée dans la presse, notamment dans le Los Angeles Times en janvier 1978. Habillé par Giorgio Armani, il apparait en photo dans Variety,. Cependant, l'acteur abandonne le film l'année suivante, en raison de la mort de sa mère et de la maladie de son père,. Christopher Reeve sera également envisagé.

### Tournage
Le tournage a lieu à Los Angeles (Hollywood Hills, Tower Records à Westwood, UCLA, Paramount Studios, Hollywood Boulevard, Venice, ...) ainsi que dans d'autres villes de Californie : Palm Springs, Burbank, Malibu, Whitewater, Pasadena, Beverly Hills .

## Bande originale
La musique du film est composée par Giorgio Moroder. La chanson Call Me est enregistrée pour le film. Initialement, c'est une démo intitulée Man Machine destinée à Stevie Nicks de Fleetwood Mac. Elle sera finalement finalisée par Debbie Harry et son groupe Blondie. La chanson sort en single en février 1980. C'est un immense succès mondial et elle est nommée notamment au Grammy Award de la meilleure prestation vocale rock par un groupe ou un duo.
On peut également entendre dans le film le morceau Take Off Your Uniform de John Hiatt.

### Liste des titres
Tous les titres sont écrits par Giorgio Moroder, sauf exceptions notées
Face A
1. Call Me (Theme from American Gigolo)  (Giorgio Moroder, Deborah Harry) – 8:05
  - Interprété par Blondie
2. Love and Passion (Giorgio Moroder, Paul Schrader) – 5:51
  - Chant par Cheryl Barnes
3. Night Drive  – 3:54

Face B
1. Hello Mr. W.A.M. (Finale) – 4:36
  - Inspiré du second mouvement du Concerto pour clarinette de Mozart de Wolfgang Amadeus Mozart.
2. The Apartment – 4:31
3. Palm Springs Drive – 3:25
4. Night Drive (Reprise)  – 2:52
5. The Seduction (Love Theme) – 3:13

## Accueil

### Box-office
- États-Unis : 22 743 674 $[12]
- France : 691 163 entrées [13]
- Mondial : 52 743 674 $[14]

## Distinction
- Golden Globes : nomination pour la meilleure chanson originale pour Call Me.

## Adaptation télévisée
En 2022, une série télévisée adaptée du film est diffusée sur Showtime. Jon Bernthal et Gretchen Mol y tiennent les rôles principaux.